# Mogarraz
Mogarraz è un comune spagnolo di 302 abitanti situato nella comunità autonoma di Castiglia e León.